# The Bridge Across
The Bridge Across è un cortometraggio muto del 1915. Il nome del regista non viene riportato nei credit del film che, prodotto dalla Biograph, aveva tra gli interpreti Jack Drumier, Jack Mulhall, Marie Newton.

## Produzione
Il film fu prodotto dalla Biograph Company.

## Distribuzione
Distribuito dalla General Film Company, il film - un cortometraggio in due bobine - uscì nelle sale cinematografiche statunitensi il 6 aprile 1915. Non si conoscono copie ancora esistenti della pellicola che viene considerata presumibilmente perduta.